# Hilara longirostris
Hilara longirostris är en tvåvingeart som beskrevs av Macquart 1827. Hilara longirostris ingår i släktet Hilara och familjen dansflugor.
Artens utbredningsområde är Frankrike. Inga underarter finns listade i Catalogue of Life.